# Campionato europeo per Nazioni di rugby a 13 1935
Il Campionato europeo per Nazioni di rugby a 13 del 1935 fu la prima edizione del massimo torneo continentale di rugby league o rugby a 13; venne disputato dalle nazionale della Francia, del Galles e dell'Inghilterra; a vincere il trofeo furono proprio gli inglesi grazie ad una migliore differenza punti rispetto alla Francia.

## Formula
Venne disputato un girone all'italiana di sola andata fra le tre partecipanti.

## Risultati
| Bordeaux 1º gennaio 1935 | Francia | 18 – 11 | Galles | (15.000 spett.) |

| Parigi 28 marzo 1935 | Francia | 15 – 15 | Inghilterra | (20.000 spett.) |

| Liverpool 10 aprile 1935 | Inghilterra | 24 – 11 | Galles | (7.100 spett.) |

## Classifica
| Posizione | Nazione     | Partite | Partite | Partite | Partite | Punti | Punti  | Punti      | Punti in classifica |
| Posizione | Nazione     | Giocate | Vinte   | Nulle   | Perse   | Fatti | Subiti | Differenza | Punti in classifica |
| --------- | ----------- | ------- | ------- | ------- | ------- | ----- | ------ | ---------- | ------------------- |
| 1         | Inghilterra | 2       | 1       | 1       | 0       | 39    | 26     | +13        | 3                   |
| 2         | Francia     | 2       | 1       | 1       | 0       | 33    | 26     | +7         | 3                   |
| 3         | Galles      | 2       | 0       | 0       | 2       | 22    | 42     | -20        | 0                   |

- Inghilterra campione per migliore differenza punti rispetto alla Francia.

## Campioni
| Nazione vincitrice edizione 1935 |
| -------------------------------- |
| Inghilterra (1º titolo)          |